# Артвинский округ
Артвинский округ — административно-территориальная единица Батумской области и Кутаисской губернии Российской империи. Центр — город Артвин.

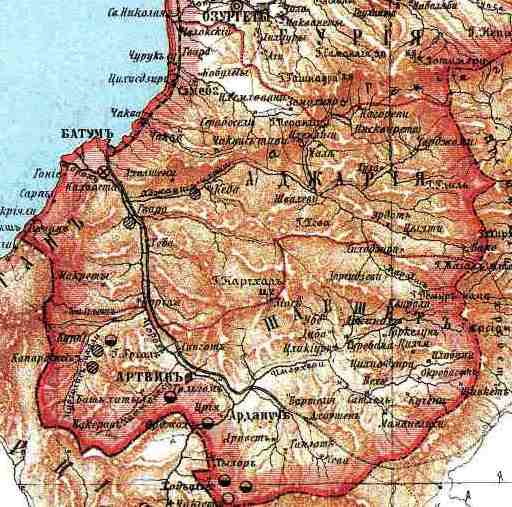
Артвинский округ на карте Батумской области

## История
Артвинский округ в составе Батумской области был образован в 1878 году на территории бывшего Аджарского санджака, отошедшего от Османской империи к России по результатам русско-турецкой войны 1877—78 годов. В 1883 году Батумская область была упразднена, Артвинский округ включен в состав Кутаисской губернии.
После восстановления Батумской области 1 июля 1903 года Артвинский округ вновь вошёл в её состав.
По Брестскому мирному договору, подписанному 3 марта 1918 года советской Россией без участия представителей Закавказского Сейма, Батумская область передавалась Турции.

## География
Площадь 3433,5 верст². На севере граничил с Батумским округом, с других сторон с Османской империей.
В настоящее время большая часть округа входит в состав ила Артвин Турции.

## Население
Население 56 140 человек (1897), в том числе в Артвине — 7091 чел.

### Национальный состав
Национальный состав по переписи 1897 года:
- турки — 41 468 чел. (73,87 %),
- армяне — 7 819 чел. (13,93 %),
- грузины — 5 506 чел. (9,81 %),
- украинцы — 714 чел. (1,27 %),
- русские — 308 чел. (0,55 %).

Национальный состав был распределен по округу не равномерно. Так, армяне жили преимущественно на юге округа, в частности в городе Артануч и в административном центре округа - в городе Артвин, где составляли 65.5% населения, против 21% турок, 12% русских и менее 1% грузин. Грузины и турки жили преимущественно в сельской местности, в центральных и северных районах округа.

## Церковь
По сообщению П. П. Надеждина, по состоянию на 1895 год, в одной из армянских церквей Артвинского округа хранился один из древнейших грузинских манускриптов. В рукописи датируемой 11 веком, была запечетлена Богоматерь, Иоанн Богослов,  распятие Христа и другие библейский мотивы

## Административное деление
В 1913 году в состав округа входило 29 сельских правлений: 
| - Анклийское — с. Анклиа, - Анчское — с. Анч, - Арданучское — м. Ардануч, - Батаульское — с. Батауль, - Бертинское — с. Берта, - Биджинское — с. Биджа, - Гаркилобское — с. Гаркилоб, - Гурджанское — с. Гурджан, - Гюмишханское — с. Гюмишхане, - Дабинское — с. Даба, | - Дзансульское — с. Дзансули, - Дибацврильское — с. Дибацврили, - Диакрмучское — с. Диакурмуч, - Карспийское — с. Карсипия, - Картлинское — с. Картла, - Лонготхенское — с. Лонготхени, - Окробакертское — с. Окробакерт, - Самсхарское — с. Самсхар, - Сатлель-Рабатское — с. Стлель, - Сахринское — с. Краджан, | - Светское — с. Ваариа, - Танзотское — с. Танзот, - Унисхев — с. Унисхев, - Хадлинское — с. Баш-Хадили, - Ходское — с. Ход-Умия, - Цкальцимерское — с. Цкальцимер, - Црийское — с. Цриа, - Чихисхевское — с. Чихисхев, - Чхалетское — с. Чхалет. |